# Den stora älgvandringen
Den stora älgvandringen är ett direktsänt SVT-producerat TV-program, med premiär våren 2019. Det är ett okommenterat naturprogram som i långa sändningar och med ett antal utplacerade kameror visar djur och natur på en plats i Ångermanland. Programmet har fått namn efter de vanligt förekommande älgarna, vid vadstället över Ångermanälven.

## Innehåll
Programmet är så kallad slow-TV. Det helt okommenterade programmet sänds från Kullberg nära Junsele i Ångermanland, där bland annat älgar och renar vandrar och ägnar sig åt födosök. Det filmade området ligger nära ett vadställe i Ångermanälven.
Genom långa sändningar och ett antal utplacerade TV-kameror – de flesta fjärrstyrda – kan ett stort område täckas av, och olika delar av djurlivet filmas. 
Antal älgar som simmat över älven under respektive säsong:
2019: 60
2020: 54
2021: 39
2022: 67
2023: 21
2024: 87
2025: 70

## Produktion
Programmet har Johan Erhag vid SVT Umeå som projektledare. Första säsongen sändes mellan 15 april och 5 maj 2019, den andra säsongen 9 april till 10 maj 2020.
I anslutning till direktsändningen gjordes 2019 även ett tre timmar långt program med sammanfattning med studio. Det fanns under 2019 års produktion femton fjärrstyrda kameror och två bemannade som bevakade älgarna.
Våren 2020 återkom programmet för en andra säsong, också den sänd från början av april till början av maj. Programmet sändes stora delar av dagen på Kunskapskanalen, med kortare veckovisa sammanfattningar i Go'kväll i SVT1 samt dygnet runt i SVT Play. Under 2020 års produktion användes 20 fjärrstyrda kameror, 5–6 fasta kameror samt en bemannad kamera.
Våren 2021 återkom programmet för en tredje säsong och blev en succé för tittarna. Under programmets sändningstid passerade 39 älgar över älven. Det stora intresset från tittarna gjorde det naturligt att programmet återkom 2022 för en fjärde säsong.
Den femte säsongen av programmet sändes från och med 23 april fram till 10 maj 2023. Vid förberedelserna till program fångade SVT:s kameror både björn och järv.
2024 sändes programmets sjätte säsong via 31 stycken kameror och 27 mikrofoner, från 22 april kl 00:00 till 12 maj kl 23:00 på SVT Play. Programmet sändes även på tyska streamingtjänsten RTL+ samt i Finland på kanalen YLE. Tidig morgon 27 april dök för första gången i programmets historia ett lodjur upp i bild. 
2025 sänds programmet mellan 15 april och 4 maj. Sändningen planerades ursprungligen att starta den 22 april men på grund av varmt väder som gjorde att älgarna började röra sig tidigare än vanlig tidigarelades sändningsstarten med en vecka.

## Mottagande
Den stora älgvandringen nådde 2019 uppemot fem miljoner strömmande visningstimmar på SVT Play. Programmet vann Kristallen 2019 i kategorin "Årets nyskapande/förnyare". Även utländska TV-bolag rapporteras ha visat intresse för att sända programmet.